# レチクル座ベータ星
レチクル座β星（レチクルざベータせい、β Reticuli、β Ret）は、レチクル座にある三重星系で、分光連星である。主星は、橙色巨星である。
レチクル座β星は、太陽に対して約69.2 km/sの速度で銀河系内を運動している。銀河系の中心からは、10,100光年から24,200光年離れている。
31万9000年前に太陽に最も近く67光年まで近づき、その時は2.98等級まで明るくなった。

## 名前
中国では、みずへび座α星とともに蛇首というアステリズムを形成している。レチクル座β星自体は蛇首二と呼ばれる。